# گروه سان‌وی
گروه سان‌وی (انگلیسی: Sunway Group) شرکت خوشه‌ای مالزیایی است، که در سال ۱۹۷۴ تأسیس شد.